# قاميشله (ذو الفقار سقز)
قرية قاميشله (بالكردية: قامیشەڵە) هي إحدى القرى التابعة لـذو الفقار في ريف قسم سرشيو من مقاطعة سقز، في محافظة كردستان الإيرانية.

## السكان
حسب إحصاءات سنة 2006، بلغ إجمالي السكان في قاميشله 20 نسمة وعدد المساكن 7 مسكن. لغة سكان قاميشله هي اللغة الكردية وهم من أهل السنة والجماعة والمذهب الشافعي.